# Tekens in Westerbork
Tekens in Westerbork is een oorlogsmonument bij het voormalige Kamp Westerbork in Drenthe. Het monument bevindt zich voor de ingang langs de weg en voormalige spoorlijn waarlangs in de Tweede Wereldoorlog de deportatietreinen langskwamen. Het monument is in opdracht van stichting Westerbork en stichting Sobibor ontworpen door Victor Levie die eerder de namenwand in de Hollandsche Schouwburg en de postzegels Westerbork 1942-1992 had ontworpen. Het monument kwam er op initiatief van Sobiboroverlevende Jules Schelvis. Op 11 maart 2001 werd het onthuld door minister-president Wim Kok. Het daaropvolgende jaar werd op 15 juli door 2000 personen bij het monument herdacht dat zestig jaar geleden het eerste transport vertrok.
Het monument bestaat uit vijf natuurstenen rechthoekige sculpturen met een schilddak waarop een tekst gebeiteld is. Ieder gedenkteken verwijst naar een concentratie- en vernietigingskamp waarnaar Joodse personen vertrokken: Sobibor, Bergen-Belsen, Theresienstadt, Mauthausen en Auschwitz-Birkenau.
De tombes hebben de volgende teksten:
Sobibor
34.313 gedeporteerd
in Sobibor zijn 34295 Joden uit Nederland vermoord
Bergen Belsen
3.751 gedeporteerd
in Bergen Belsen zijn meer dan 1700 Joden uit Nederland vermoord
Theresienstadt
4.870 gedeporteerd
in Theresienstadt zijn meer dan 175 Joden uit Nederland vermoord
via Theresienstadt zijn 3000 Joden naar Auschwitz gedeporteerd
Mauthausen
1.750 gedeporteerd
in Mauthausen zijn 1.749 Joden uit Nederland vermoord
Auschwitz-Birkenau
60.330 gedeporteerd
in Auschwitz-Birkenau zijn meer dan 56500 Joden uit Nederland en meer dan 200 Sinti en Roma uit Nederland vermoord